# Mitragyna-Alkaloide

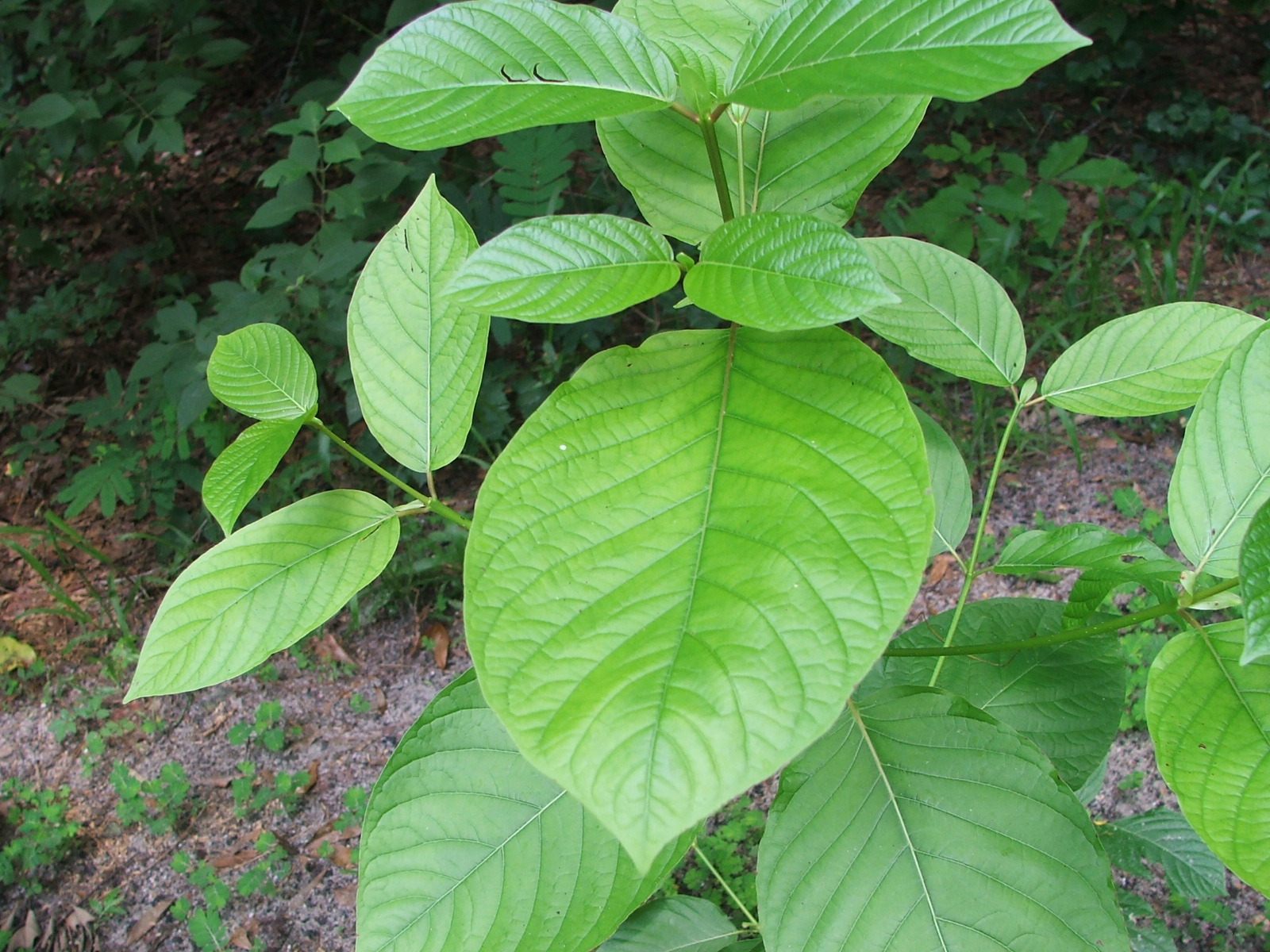
Junger Kratombaum (Mitragyna speciosa)

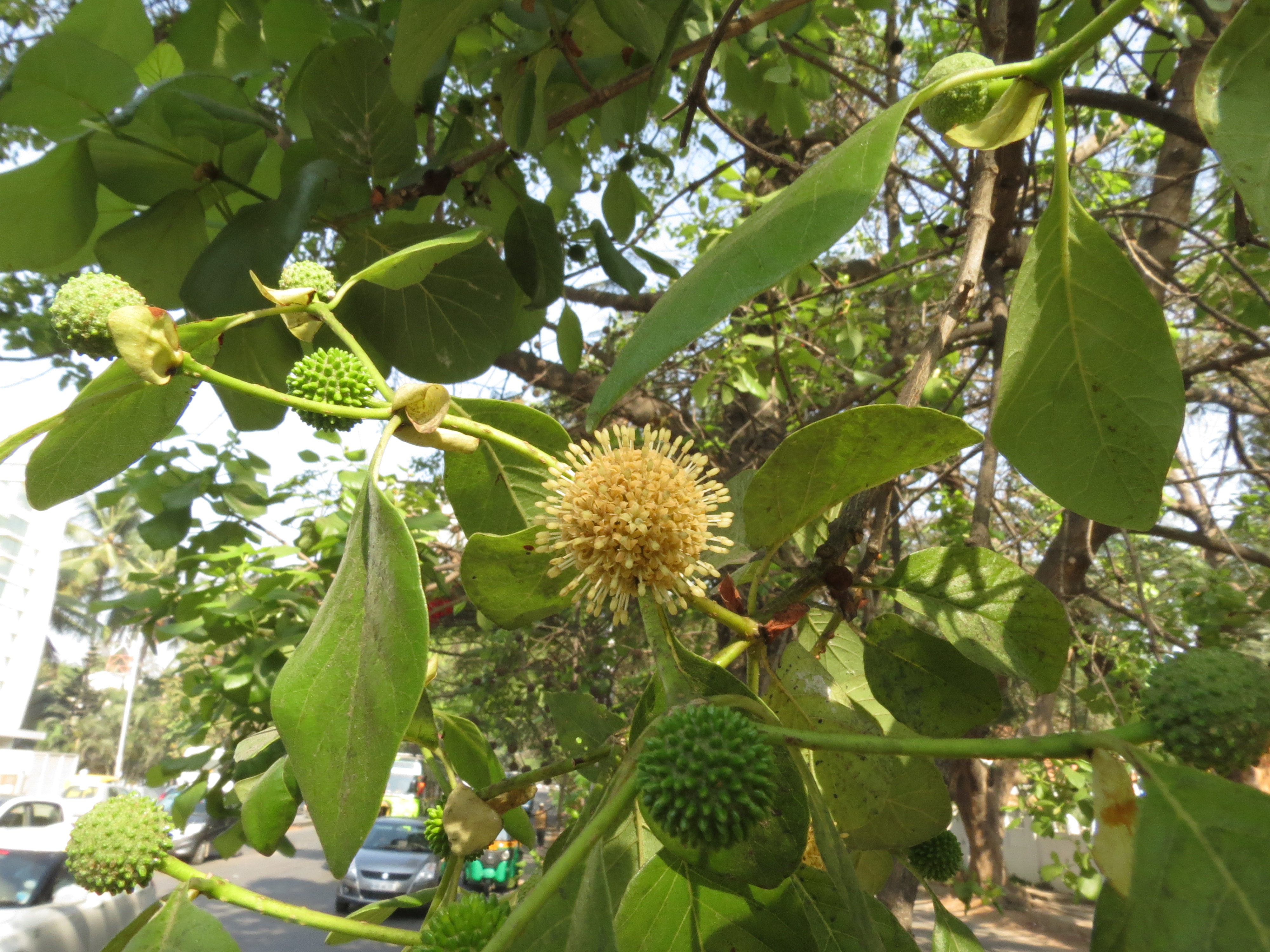
Mitragyna parvifolia

Mitragyna-Alkaloide sind Naturstoffe, die zu den monoterpenoiden Indol-Alkaloiden gehören.

## Vorkommen
Die Mitragyna-Alkaloide kommen in der Gattung Mitragyna (Rubiaceae) vor. Mitragynin wurde aus Mitragyna speciosa und Mitraversin aus Mitragyna parvifolia isoliert. Mitranermin wurde aus M. africana isoliert.

## Vertreter
Aus den etwa 10 Mitragyna-Arten wurden bisher mehr als 50 strukturell unterschiedliche Indol-Alkaloide isoliert, u. a. Mitragynalin und Mitragynol. Während der Lagerung und durch Metabolisierung oxidiert Mitragynin zum stärker wirksamen 7-Hydroxymitragynin. Weiterhin zählen Mitragynin, Mitraversin und Mitranermin zu dieser Gruppe. Mitragyna speciosa enthält außerdem weitere Alkaloide wie Speciofolin und Rhyncophyllin, welches beispielsweise in Katzenkrallen (Uncaria tomentosa, Uncaria Rhyncophylla) vorkommt.

(−)-Mitragynalin
Mitragynol
(−)-Mitragynin

## Eigenschaften und Verwendung
Das Hauptalkaloid Mitragynin wirkt analgetisch und entkrampfend. Die schwache und wenig selektive Interaktion mit verschiedenen Opiopdrezeptor-Typen ist vergleichbar mit der Wirkung des Hustenstillers Codein. Als Nebenwirkung tritt in höherer Dosierung Übelkeit, Magen-Darm-Beschwerden und Schläfrigkeit auf. Die Ausbildung von Toleranz und Entzugserscheinungen ist nach langer Anwendung von Mitragyna-Alkaloiden weniger ausgeprägt, als bei potenten Opioiden.
Mitragynin gilt in niedriger Dosierung als Stimulans für das zentrale Nervensystem. Es hat auf den Menschen einen ähnlichen Effekt wie Kokain.
Die Pflanze Mitragyna speciosa und Zubereitungen aus ihren Blättern werden in Thailand als Kratom bezeichnet. Sie werden traditionell bei Schmerzen, Durchfall und Bluthochdruck eingesetzt. Kratom wird auch als Opium-Ersatz verwendet.